# Agenzia regionale parchi
L’Agenzia Regionale Parchi (ARP) è un organismo della Regione Lazio istituito per garantire il coordinamento tra le aree protette di quella regione

## Storia
Prevista da una legge del 1993, fu realmente insediata nel 1999 con la nomina del primo Presidente, Maurilio Cipparone, già responsabile dell'Ufficio Parchi della Regione Lazio negli anni  '70 ed  '80 e padre della prima legge regionale sulla materia del 1977.
Il Consiglio di Amministrazione dell'ARP era composto oltre che dallo stesso Maurilio Cipparone  anche da Nello Ialongo, un geologo già Sindaco di Sabaudia, Mino Calò, un biologo della fauna che poi diventerà direttore del Parco Regionale Bracciano Martignano, Remo Cioce, un sindacalista UGL e Anna Rosa Cavallo, un ex consigliere regionale. Il primo direttore dell'ARP è stato Giuliano Tallone.
Alla scadenza del mandato del primo Consiglio di Amministrazione è stato nominato Commissario Straordinario Antonio Galano. Nel 2008 il Consiglio Regionale ha deciso di ristrutturare il sistema delle agenzie regionali, interiorizzandole nella organizzazione centrale della Regione come direzioni, con lo scioglimento dei Consigli di Amministrazione preesistenti. Direttore dell'ARP è stato nominato, alla fine del 2008, Vito Consoli.
Dal 2008, con l'etrata in vigore della L.R. 1/2008, l'ARP è stata trasformata da ente strumentale della Regione ad unità amministrativa della Regione, divenendo così equiparata ad una Direzione Regionale.

## Ruolo istituzionale
Compiti dell'ARP sono la formazione del personale delle aree protette del Lazio, che dall'istituzione dell'ARP ad oggi è passato da circa 170 unità a quasi un migliaio, lo sviluppo di una immagine coordinata e delle attività di comunicazione dei parchi, l'educazione ambientale, il monitoraggio e la ricerca finalizzati alla conservazione della biodiversità e alle attività di pianificazione del sistema dei parchi, il supporto alle attività economiche sostenibili nelle aree protette come l'agricoltura. 
Secondo l'articolo 2 del Regolamento regionale 23 aprile 2008, n. 6 (pubblicato sul BURL 7 maggio 2008, n. 17), l'ARP è preposta allo svolgimento di attività tecnico-operative di interesse regionale volte ad assicurare lo sviluppo e l'adeguato funzionamento del sistema regionale delle aree naturali protette ed in particolare:
a) assiste gli organismi di gestione delle aree naturali protette nella predisposizione degli strumenti di cui agli articoli 26, 27 e 30 della legge regionale 6 ottobre 1997, n. 29 (Norme in materia di aree naturali protette regionali) e successive modifiche, nonché nella realizzazione degli interventi previsti dal programma pluriennale di promozione economica e sociale;assiste gli organismi di gestione delle aree naturali protette di interesse provinciale nella gestione delle stesse ai sensi dell'articolo 29 della l.r. 29/1997;
b) collabora con la direzione regionale competente in materia di aree naturali protette per la predisposizione di piani e programmi finalizzati alla tutela e valorizzazione delle aree naturali protette nonché del documento strategico sulla biodiversità di cui all'articolo 11 bis della l.r. 29/1997 e successive modifiche;
c)  effettua attività di monitoraggio e controllo sullo stato di qualità degli habitat e delle specie della flora e della fauna di importanza comunitaria di cui alla direttiva 92/43/CEE, ai sensi dell'articolo 25 bis della l.r. 29/1997 e successive modifiche;
d) cura la formazione professionale, l'aggiornamento e la qualificazione del personale appartenente al ruolo unico previsto dall'articolo 23 della l.r. 29/1997 e successive modifiche;
e) su richiesta della Giunta regionale, nel caso di esercizio dei poteri sostitutivi previsti dagli articoli 19, 26 e 27 della l.r. 29/1997 e successive modifiche, provvede, rispettivamente, alla gestione delle aree naturali protette di interesse regionale ed alla redazione del piano e del regolamento dell'area.
L'Agenzia Regionale Parchi del Lazio è al momento l'unica esperienza del genere in questo campo, anche se ripetutamente viene proposto da più parti l'istituzione di un organismo simile a livello nazionale.